# Твардовский, Самуил
Самуил Твардовский (пол. Samuel Twardowski; род. не позднее 1600 года, ум. 1661 год) — польский поэт, эссеист и автор дневников, ставший популярным в Речи Посполитой XVII века и называемый современниками «польским Вергилием».

## Биография
Родился в шляхетской семье в Лютыне в Великой Польше, обучался в иезуитской коллегии в Калише. В 1621 году принимал участие в Хотинской битве против турок. Не будучи особо богатым, Твардовский зарабатывал на жизнь на службе у магнатских родов, таких как Збаражские, Вишневецкие и Лещинские. Во время так называемого шведского потопа он поначалу поддерживал шведов, однако позже перешёл на сторону короля Яна II Казимира.

## Литературная деятельность
Будучи секретарём Кшиштофа Збаражского посетил в 1622—1623 годах с дипломатической миссией Османскую империю, оставив ценные записи об этом путешествии (Przewazna legacja J.O. Ksiazecia Krzysztofa Zbaraskiego), которые были опубликованы в 1633 году.
Также Твардовский писал о других событиях своей эпохи. Его наиболее известным и уважаемым трудом стала «Гражданская война с казаками и татарами, Москвой, потом шведами и венграми» (Wojna domowa z Kozaki i Tatary, Moskwa, potya Szwedami i z-Wegry). Это произведение являлось стихотворным нарративом, стилистически напоминавшим классических авторов и авторов Эпохи Возрождения. Немало внимания в нём уделено восстанию Хмельницкого. Твардовский из первых рук передал подробности осады Збаража 1649 года и битвы при Берестечко 1651 года. Его работа рассматривается как один из наиболее авторитетных источников по данному периоду.
К другим трудам Твардовского относятся «Князь Януш Вишневецкий» (Książę Wiśniowiecki Janusz, 1648), «Сатира на лико Речи Посполитой» (Satyr na twarz Rzeczypospolitej, 1640), эпическая поэма «Владислав IV» (Władysław IV Vasa, 1649) и «Гражданская война» (Wojna domowa). Твардовский также написал несколько пасторальных романов, в которых употребил технику испанского стихотворного повествования. К таким произведениям относятся «Прекрасная Пасквалина» (Nadobna Paskwalina, 1655) и произведения на мифологические темы, такие как «Дафна, обращённая лавром» (Dafnis w drzewo bobkowe przemieniela sie, 1638).